# Leptodactylus fragilis
Leptodactylus fragilis es una especie de anfibio anuro de la familia Leptodactylidae.  Es nativo del sur de Norteamérica, América Central y el norte de América del Sur. Alcanza a una longitud hocico cloaca de 3.5 cm. Su hocico es puntiagudo, generalmente con una línea blanca en los labios. Su coloración es variable pero regularmente tiene manchas café oscuras, bronceadas, rojizas o grises sobre un fondo claro. El vientre es de color gris o crema. Es de hábitos terrestres y nocturnos.

## Distribución geográfica
Su área de distribución incluye Estados Unidos (sur de Texas), México, Belice, Guatemala, El Salvador, Honduras, Nicaragua, Costa Rica, Panamá, Colombia, y Venezuela.